# Linz
För andra betydelser, se Linz (olika betydelser).

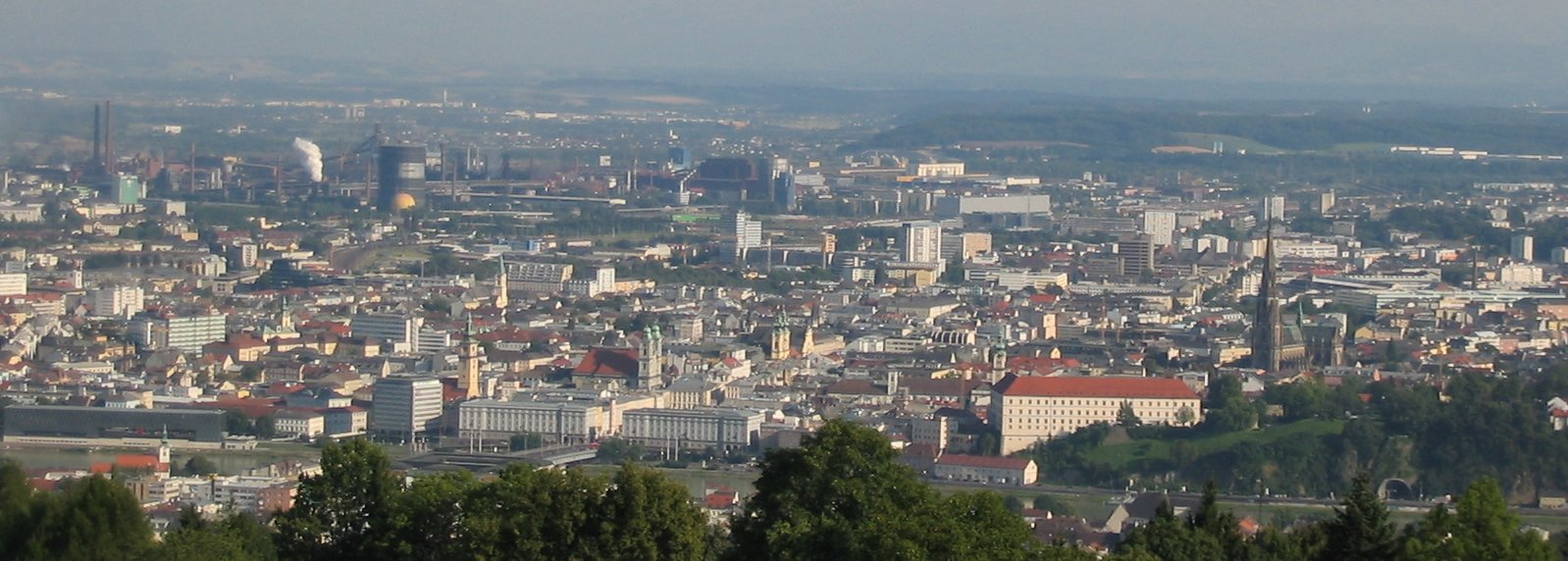
Linz, panoramafoto, 2004.

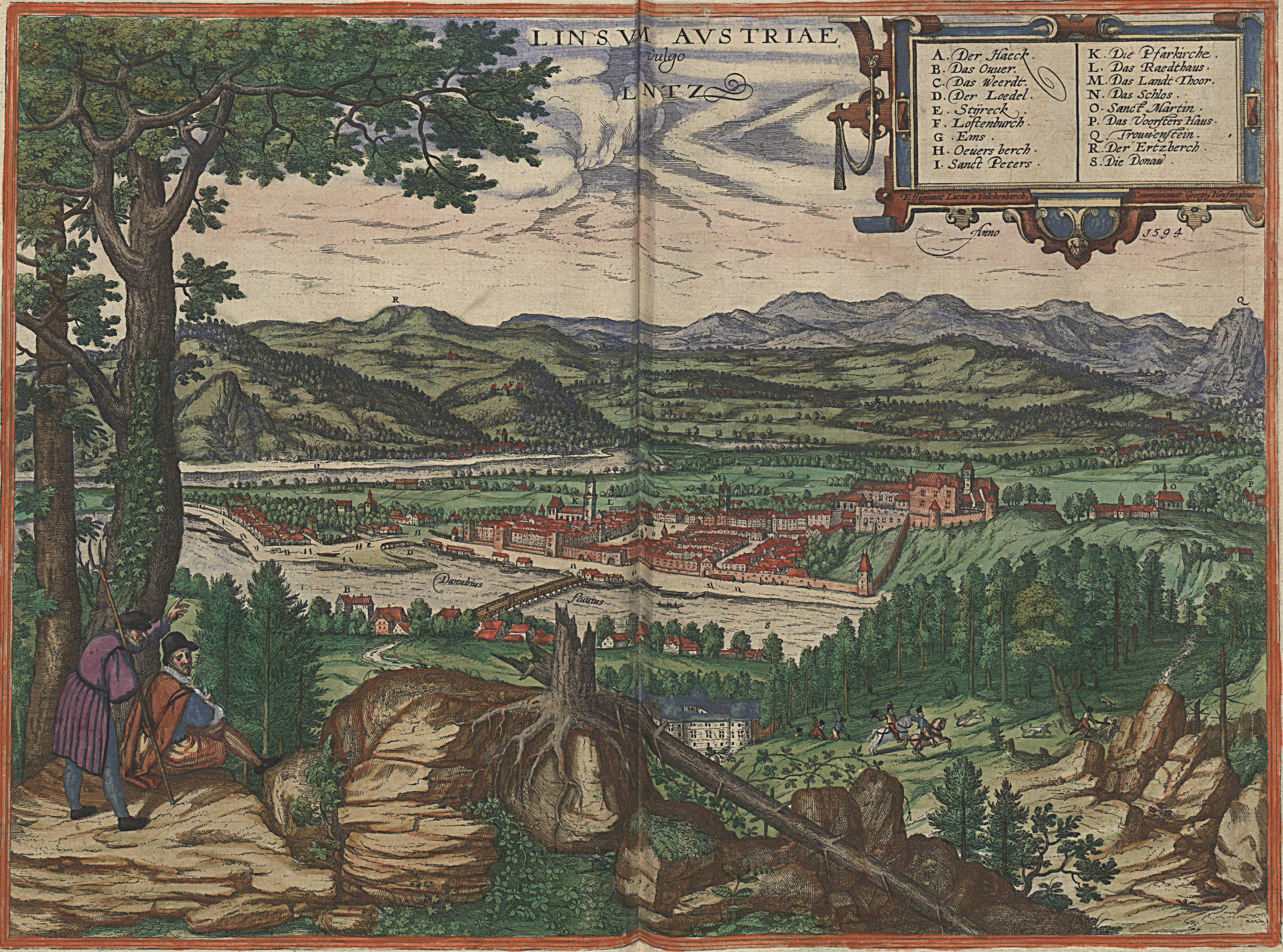
Linz, teckning, 1594.

Linz är huvudstad i det österrikiska förbundslandet Oberösterreich och ligger vid floden Donau. Med sina cirka 210 000 invånare är Linz efter Wien och Graz den tredje största staden i Österrike. Den urbana agglomerationen (‘tätorten’), som inkluderar främst de med Linz sammanvuxna förstäderna Leonding och Traun, har omkring 275 000 invånare.
Under 1900-talet var staden länge känd som en industristad i vilken luften förorenades av utsläpp från stålverk och kemisk industri. Genom förbättrat miljöskydd och många kulturella initiativ har staden dock successivt fått en mera attraktiv image. Under år 2009 var Linz, tillsammans med den litauiska huvudstaden Vilnius, europeisk kulturhuvudstad.

## Administrativ indelning
Linz består sedan den 1 januari 2014 av 16 statistiska områden (Bezirk).

Linz indelning i statistiska områden

- Innere Stadt
- Urfahr (norr om Donau)
- Pöstlingberg (norr om Donau)
- St. Magdalena (norr om Donau)
- Dornach-Auhof (norr om Donau)
- Kaplanhof
- Francisviertel
- Bulgariplatz
- Froschberg
- Bindermichl-Keferfeld
- Spellerhof
- Neue Heimat
- Kleinmünchen-Auwiesen
- Industriegebiet-Hafen
- Ebelsberg (söder om Traun)
- Pichling (söder om Traun)

## Historia
Romarna kallade staden Lentia, härlett ur det keltiska ordet lentos, vilket betyder 'böjd', 'krökt', vilket syftar på kröken som Donau gör vid Linz. De byggde under första århundradet e.Kr. här ett kastell för att skydda trafiken över Donau, senare ersatt av stenkastell och idag av slottet. De äldsta spåren av människor dateras till yngre stenålder (neolitikum).
Linz fick stadsprivilegier under medeltiden och blev under ärkehertig Albrekt VI av Österrike residensstad med egen myntprägling. Linz var också residens för kejsar Fredrik III, och var då mittpunkt för det Tysk-romerska riket. År 1490 gavs rätt att välja borgmästare, och Linz blev huvudstad i furstendömet Österreich ob der Enns ("Österrike ovan floden Enns", det vill säga Övre Österrike). År 1497 byggdes den första träbron över Donau mellan Linz och förstaden Urfahr.
Under 1600-talet medförde reformationen att bönderna blev mer revolutionära, men avrättningen av deras ledare Martin Laimbauer på Hauptplatz 1636 och rekatolisering stabiliserade läget.
Astronomen och matematikern Johannes Kepler bodde och undervisade 1612–1626 i Linz. Stadens universitet är sedan 1975 benämnt efter honom.
Kompositören Anton Bruckner föddes 1824 i Ansfelden, en förort till Linz, och 1856 blev han organist vid domkyrkan i Linz. "Brucknerhaus" är namnet på ett konsert- och kongresscentrum i staden, färdigställt 1974.
År 1827 påbörjades arbetet med en järnväg från Budweis (České Budějovice) via Linz till Gmunden, där vagnarna drogs av hästar. Det var på den tiden den längsta järnvägssträckan i världen. Sträckan mellan Budweis och Linz (129 kilometer) var färdigställd 1832 och förlängningen till Gmunden (68 kilometer) 1836. Från 1856 utnyttjades ånglok i stället för hästar mellan Linz och Gmunden, medan det dröjde till 1872 innan ånglok kunde ersätta hästarna mellan Linz och Budweis. Genom den bergiga terrängen norr om Linz krävdes nämligen en ny sträckning med mindre snäva kurvor.
Under år 1903 studerade både filosofen Ludwig Wittgenstein och, i en annan klass, Adolf Hitler vid samma realskola i Linz.
Hitler hade storslagna planer för stadens framtida arkitektur. Dessa hann dock inte realiseras, med undantag för en bro (Nibelungenbrücke) och de symmetriska byggnaderna vid dess södra landfäste.
Efter andra världskriget, från 1945 och fram till slutet på ockupationstiden 1955, var Linz en delad stad. Området norr om Donau (Urfahr) var ockuperad av Sovjetunionen och området söder om floden av USA. Däremellan fanns en checkpoint mitt på Nibelungenbrücke.

## Näringsliv
Efter anslutningen av Österrike till Tyskland år 1938 (Anschluss) började en storskalig industrialisering av staden. Då grundades Eisenwerke Oberdonau som ingick i Reichswerke Hermann Göring och som sedermera gav upphov till stålindustrikoncernen voestalpine AG. Den har alltsedan 1940-talet varit stadens viktigaste industri. Dessutom grundades 1939 Stickstoffwerke Ostmark AG, som i huvudsak producerade konstgödsel. 1946 fick företaget namnet "Österreichische Stickstoffwerke AG" och efter diversifiering av produktionen 1973 "Chemie Linz AG", som i slutet på 1980-talet splittrades upp i ett flertal företag med varierande produktutbud.
Hamnen i Linz har länge (fram till 2011) varit Österrikes största, med en hanterad godsmängd på ca 7 miljoner ton om året, varav 3,8 miljoner ton hänförs till Voestalpine. Hamnen ligger på en vattenväg som via Main-Donau-kanalen (Europakanalen) förbinder Nordsjön med Svarta havet. Hamnen har kommit att avlastas av en ny hamnanläggning i närbelägna Enns. Motorvägen på väg E60 mellan Wien och Salzburg går också förbi Linz.

### Fotnoter
1. ↑  ”Gemeindeverzeichnis 2024” (på tyska) (.ods). Statistik Austria. https://www.statistik.at/fileadmin/pages/453/RegGemVz2024.ods. Läst 20 augusti 2024.
2. ↑  ”Bevölkerung zu Jahresbeginn nach administrativen Gebietseinheiten (Bundesländer, NUTS-Regionen, Bezirke, Gemeinden) seit 2002” (på tyska) (.ods). Statistik Austria. https://www.statistik.at/fileadmin/pages/405/Bev_Zeitreihe_Jahresbeginn_Gebietseinheiten_2024.ods. Läst 20 augusti 2024.
3. ↑  Historisches Ortslexikon Oberösterreich. 1. Teil (2016), pdf hos www.oeaw.ac.at.
4. ↑  ”Hitler's Boyhood” (på engelska). History Place. 16 mars 1996. http://www.historyplace.com/worldwar2/riseofhitler/boyhood.htm. Läst 28 december 2017.